# Calahorra (gemeente)

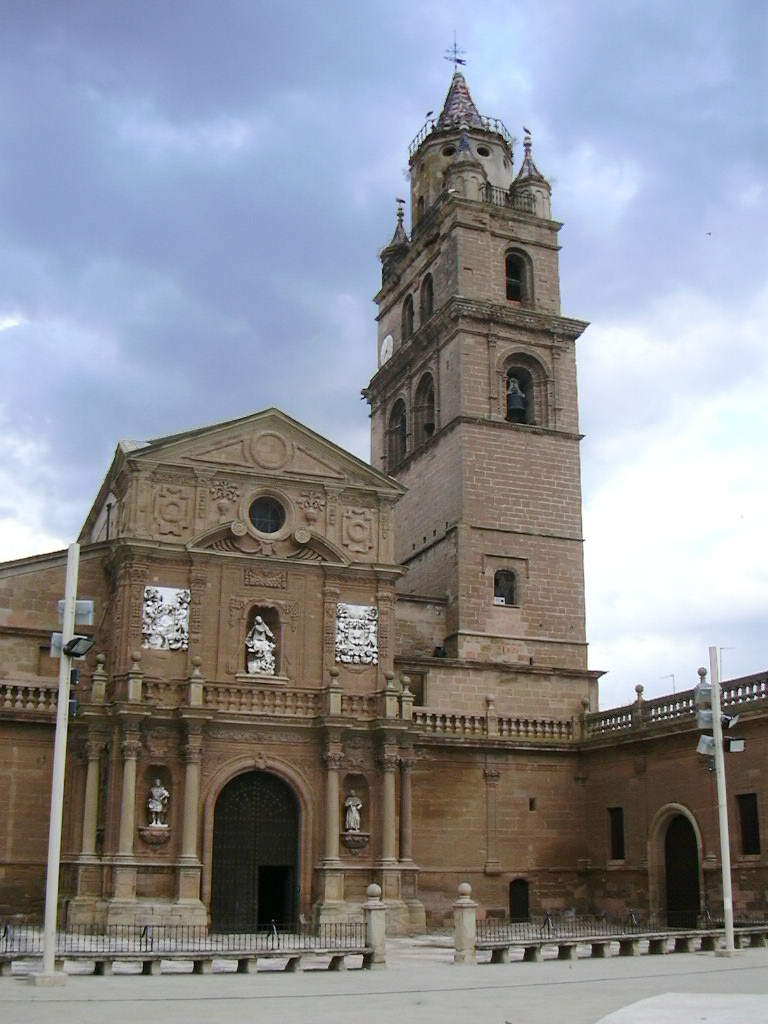
Kathedraal van Calahorra

Calahorra is een gemeente in de Spaanse provincie en regio La Rioja met een oppervlakte van 93,57 km². Calahorra telt 23.827 inwoners (1 januari 2016).

## Geschiedenis
In de Romeinse tijd droeg de stad de naam Calagurris Nassica. In de 9e eeuw was de stad in handen gekomen van moslims. Door het verlies van de moslims onder de emir van Córdoba, Abd al-Rahman III in 917 bij San Esteban de Gormaz op Ordoño II van León vielen de steden Arnedo en Calahorra een jaar later in handen van de Baskische muladi Banu Qasi. In 1045 veroverde Garcia III van Navarra de stad.

## Demografische ontwikkeling
Bron: INE; 1857-2011: volkstellingen

## Geboren in Calahorra
- Marcus Fabius Quintilianus (±35 - ±100), retoricus
- Santiago Ezquerro (14 december 1976), voetballer